# Vermögensanlagengesetz
Das Vermögensanlagengesetz (VermAnlG) ist in Deutschland auf Vermögensanlagen anzuwenden, die im Inland öffentlich angeboten werden. Es begründet für einen Großteil der Vermögensanlagen eine Pflicht zur Veröffentlichung eines Emissionsprospektes.

## Entstehung und Allgemeines
Das Anlegerschutzverbesserungsgesetz vom 28. Oktober 2004 war der erste Schritt den Grauen Kapitalmarkt durch Einführung einer Prospektpflicht zu regulieren. Es ergänzte als Artikelgesetz das damalige Wertpapier-Verkaufsprospektgesetz um die Pflicht nicht nur für Wertpapiere, sondern auch für nicht in Wertpapieren verbriefte Vermögensanlagen eine Prospektpflicht einzuführen. Nach Inkrafttreten des neuen, noch heute gültigen Wertpapierprospektgesetzes am 1. Juli 2005 bestand das Wertpapier-Verkaufsprospektgesetz als Rumpfgesetz für sonstige nicht in Wertpapieren verbriefte Vermögensanlagen fort, wurde aber am 31. Mai 2012 aufgehoben und durch das Vermögensanlagengesetz ersetzt. Anders als Wertpapiere oder durch das ehemalige – im Kapitalanlagegesetzbuch aufgegangene – Investmentgesetz regulierte Anteile an Investmentvermögen unterlagen Vermögensanlagen zunächst keiner weiteren Regulierung. Das Vermögensanlagengesetz war daher auch als Graumarktgesetz bekannt.
Wenig später nach dem Inkrafttreten des neuen Vermögensanlagengesetzes wurden Vermögensanlagen, die bislang nur der Prospektpflicht unterlagen, durch das Gesetz zur Novellierung des Finanzanlagen- und Vermögensanlagenrechts seit dessen überwiegendem Inkrafttreten am 1. Juni 2012 mit Ausnahme von Genossenschaftsanteilen als Finanzinstrumente eingestuft. Sie unterliegen seit dem wie Wertpapiere oder Investmentfonds den umfangreichen Vorschriften des Wertpapierhandelsgesetzes und der Kreditwesengesetzes, insbesondere mit dessen Vorschriften zum Vertrieb und zur Erstellung einer Geeignetheitserklärung. Damit sind Vermögensanlagen dem grauen Kapitalmarkt herausgenommen worden.
Seit der Einführung des Kapitalanlagegesetzbuchs (KAGB) am 22. Juli 2013 und den dortigen Regelungen für ehemals sogenannte geschlossene Fonds hat das Vermögensanlagengesetz erheblich an Bedeutung verloren. Vermögensanlagen im Sinne des Vermögensanlagengesetzes sind nunmehr lediglich stille Beteiligungen, Treuhandvermögensanteile, Genussrechte und Namensschuldverschreibungen. Die Legaldefinition der Vermögensanlage lautet: „Vermögensanlagen im Sinne dieses Gesetzes sind nicht in Wertpapieren im Sinne des Wertpapierprospektgesetzes verbriefte und nicht als Anteile an Investmentvermögen im Sinne des § 1 Abs. 1 des Kapitalanlagegesetzbuchs ausgestaltete Anteile, die eine Beteiligung am Ergebnis eines Unternehmens gewähren, Anteile an einem Vermögen, das der Emittent oder ein Dritter in eigenem Namen für fremde Rechnung hält oder verwaltet (Treuhandvermögen), Genussrechte und Namensschuldverschreibungen“ (§ 1 VermAnlG).
Das Gesetz sieht unter bestimmten Voraussetzungen Ausnahmen von der Prospektpflicht vor (§ 2 VermAnlG).

## Aufgabe des Vermögensanlagengesetzes
Aufgabe des Vermögensanlagengesetzes ist der Anlegerschutz insbesondere der Schutz vor Kapitalanlagebetrug.

## Vermögensanlagenbezogene Ausnahmen
Anteile an einer Genossenschaft, Anteile, die von Versicherungsunternehmen oder Pensionsfonds im Sinne der §§ 1 und 112 des Versicherungsaufsichtsgesetzes emittiert werden; Vermögensanlagen, die Teil eines Angebots sind, für das bereits im Inland ein Verkaufsprospekt veröffentlicht worden ist, Vermögensanlagen, die bei einer Umwandlung von Unternehmen nach den Vorschriften des Umwandlungsgesetzes angeboten werden oder die als Gegenleistung im Rahmen eines Angebots nach dem Wertpapiererwerbs- und Übernahmegesetz angeboten werden, Vermögensanlagen, die vor dem 1. Juli 2005 erstmals veräußert worden sind und nach dem 1. Juli 2005 öffentlich auf einem Markt angeboten werden, der regelmäßig stattfindet, geregelte Funktions- und Zugangsbedingungen hat, für das Publikum unmittelbar oder mittelbar zugänglich ist und unter der Verantwortung seines Betreibers steht.

## Angebotsbezogene Ausnahmen
Angebote, bei denen von derselben Vermögensanlage nicht mehr als 20 Anteile angeboten werden, der Verkaufspreis der im Zeitraum von zwölf Monaten angebotenen Anteile insgesamt 100.000 Euro nicht übersteigt oder der Preis jedes angebotenen Anteils mindestens 200.000 Euro je Anleger beträgt, Vermögensanlagen, die vor dem 1. Juli 2005 erstmals veräußert worden sind und nach dem 1. Juli 2005 öffentlich auf einem Markt angeboten werden, der regelmäßig stattfindet, geregelte Funktions- und Zugangsbedingungen hat, für das Publikum unmittelbar oder mittelbar zugänglich ist und unter der Verantwortung seines Betreibers steht;

## Angebotsempfänger bezogene Ausnahmen
Angebote, die sich nur an Personen richten, die beruflich oder gewerblich für eigene oder fremde Rechnung Wertpapiere oder Vermögensanlagen erwerben oder veräußern oder die an einen begrenzten Personenkreis erfolgen oder nur den Arbeitnehmern von ihrem Arbeitgeber oder von einem mit dessen Unternehmen verbundenen Unternehmen angeboten werden;

## Anbieterbezogene Ausnahmen
Insbesondere Angebote, von Mitgliedstaaten der Europäischen Union, anderen Vertragsstaaten des Abkommens über den Europäischen Wirtschaftsraum, unter bestimmten Voraussetzungen auch von Vollmitgliedstaaten der Organisation für wirtschaftliche Zusammenarbeit und Entwicklung sowie von einem Kreditinstitut im Sinne des § 1 Absatz 1 des Kreditwesengesetzes, von einem Finanzdienstleistungsinstitut, das Finanzdienstleistungen im Sinne des § 1 Absatz 1a Satz 2 Nummer 1 bis 4 des Kreditwesengesetzes erbringt und zahlreichen anderen Anbietern (Vgl. § 3 Abs. 7 VermAnlG).
Der Anbieter muss den zu erstellenden Verkaufsprospekt vor dessen Veröffentlichung der Bundesanstalt für Finanzdienstleistungsaufsicht als Hinterlegungsstelle übermitteln.
Zeitgleich mit der Hinterlegung ist zudem das nach § 13 VermAnlG erstellte Vermögensanlagen-Informationsblatt (VIB) bei der Bundesanstalt zu hinterlegen.
Das Vermögensanlagengesetz ersetzt das Wertpapier-Verkaufsprospektgesetz, das eine gesetzliche Pflicht zur Veröffentlichung eines Prospekts für das öffentliche Angebot von Wertpapieren geschaffen hatte. Das Verkaufsprospektgesetz wurde zum 31. Mai 2012 aufgehoben.